# René Guyot
Pour les articles homonymes, voir Guyot.
René Guyot (né en 1882) est un tireur belge. 

## Palmarès
- Jeux olympiques d'été de 1900 à Paris (France):
  -  Médaille d'argent en fosse olympique.